# Óculos de segurança

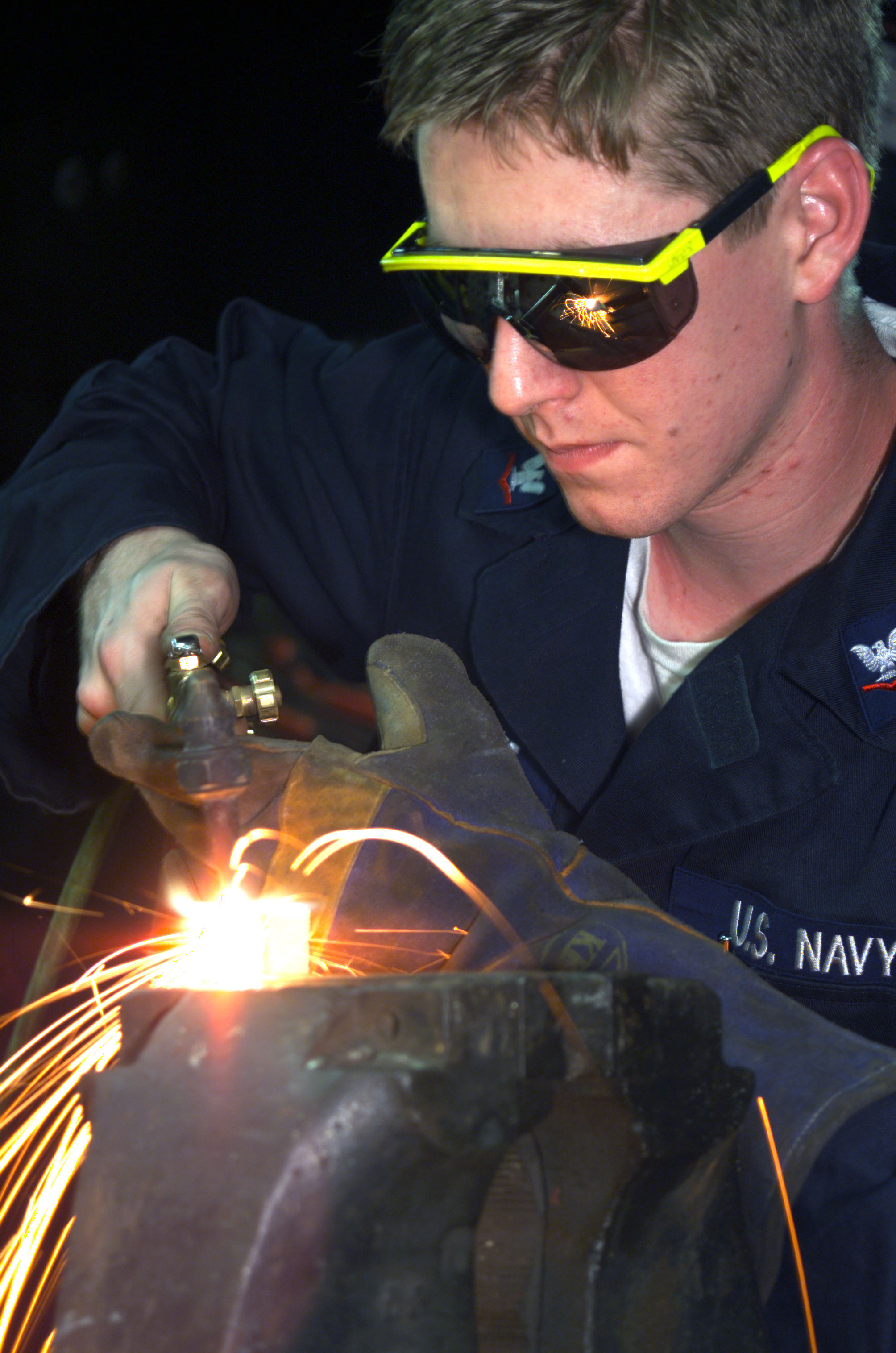
Óculos para proteção em solda

Óculos de segurança, ou óculos de proteção, são óculos específicos para muitas atividades profissionais, tanto comerciais como industriais, que requerem o uso recomendável ou obrigatório destes.
Entre elas:
- Atividades de solda - "óculos de soldador".
- Trabalhadores da indústria do vidro.
- Trabalhadores da indústria metalomecânica e similares, como a automobilística.
- Trabalhadores da indústria de madeira e seus derivados (como móveis).
- Trabalhos com radiações ultravioleta.
- Manipulação de substâncias químicas.
- Medicina e diagnóstico laboratorial, assim como manipulação de material biológico diverso, como em bacteriologia.
- Podem ser incluídos entre estes os óculos e máscaras para mergulho, alguns realmente óculos, apenas vedando o contado dos olhos com a água, seja doce e salgada, não incluindo o nariz no isolamento propiciado.

Cada tipo de óculos possui diversas opções de desenho, conformação ao rosto, material e lentes, conforme seu uso.
Materiais de confeção do corpo: nylon, PVC, poliestireno, borracha.
Material de confeção das lentes: tela de aço inox, acetato, acrílico, policarbonato, poliestireno vidro comum ou resistente ao impacto (vidro temperado).
No caso dos óculos para mergulho, povos do pacífico e outros utilizavam casco de tartaruga de boa transparência, assim como para o corpo determinadas madeiras e bambus, assim como ossos.
Podem, ainda, dependendo da alternância da atividade entre verificação do trabalho sendo executado, e trato com fontes de luz intensa ou radiação, serem basculantes, alternando entre duas lentes, o que é muito usual nos óculos para soldadores, pois a proteção aos olhos para partículas tem de ser mantida, embora para o exame do trabalho a proteção à radiação e luminosidade tenha de ser momentaneamente retirada.
De acordo com o tipo de radiação com a qual irá se trabalhar, as lentes podem ter carga de filtros contra radiação UV (filtros dicroicos ou filtros de barreira), pigmentação escura variada e cores adequadas. Neste caso é de se notar que óculos para trabalho com solda elétrica (arco voltaico) têm de possuir proteção a radiação UV, assim como também serem extremamente escuros para permitir o trabalho com tal intensidade de luminosidade, mas óculos para trabalho com ultravioleta em diagnóstico médico, ou perícias criminais não devem possuir diminuição significativa da luminosidade, apenas bloqueio as radiações ultravioleta.
Quanto a proteção contra radiação UV, é de se observar os óculos de uso em regiões polares, assim como em montanhismo (que devem incluir também isolamento e conforto térmico), que muitas vezes não são de lentes escuras, apenas possuindo estreita e larga perfuração por onde o usuário vê com clareza seu ambiente, mas que limita o volume de radiação, tecnologia já conhecida pelos povos habitantes de regiões árticas há milênios (esquimós), utilizando inclusive ossos de animais em sua confecção.